# Gangamocytheridea
Gangamocytheridea is een geslacht van uitgestorven kreeftachtigen uit de klasse van de Ostracoda (mosselkreeftjes).

## Soorten
- Gangamocytheridea dictyon Bold, 1963 †
- Gangamocytheridea plicata Bold, 1968 †
- Gangamocytheridea reticulata (Bold, 1957) Bold, 1963 †